# Mozart è un assassino
Mozart è un assassino è un film thriller televisivo del 2002 diretto da Sergio Martino. Venne trasmesso in prima visione il 22 gennaio 2002 su Rai 2 all'interno della rassegna Nel segno del giallo.

## Trama
Nel conservatorio musicale di una città del nord Italia, si sta svolgendo il saggio musicale di fine anno. Un brano di Mozart per pianoforte ed archi viene eseguito da un gruppo di giovani musicisti: Chiara, Daniele, Arturo, Marina e Annabella. Dalle quinte lo sguardo severo del Prof. Baraldi, direttore del conservatorio. Tra il pubblico anche Marta, la psicologa che da un po' di tempo ha in terapia Daniele. Ritardatario, le si siede accanto Antonio Maccari, suo compagno e commissario di polizia. Nei camerini i cinque ragazzi vengono redarguiti pesantemente dal Professor Baraldi: è un atteggiamento che sembra andare oltre la valutazione dell’esecuzione e che rivela una forte avversione del docente nei confronti del quintetto, in special modo contro Chiara ed Arturo. Chiara quella stessa notte viene uccisa. Incaricato delle indagini, è il commissario Maccari, ma il magistrato Lo Presti che sovrintende al caso entra subito in conflittualità con lui. Altri delitti colpiscono gli altri componenti d’orchestra di quel brano di Mozart.

## Produzione
Gli esterni sono stati girati a Torino tra giugno e luglio 2001.

## Colonna sonora
Il brano di Wolfgang Amadeus Mozart che scatena il serial killer è il Quartetto per piano e archi in sol min K 478.

## Distribuzione
Nei Paesi Bassi è uscito in DVD (con audio italiano) col titolo Mozart is a Murderer su etichetta World Wide Cinema su licenza di Rai Trade.